# Miandrivazo
Miandrivazo è un comune rurale (kaominina) del Madagascar centrale.
Fa parte del distretto di Miandrivazo, nella regione di Menabe, in provincia di Toliara.
La popolazione del comune è stata stimata in 20 102 abitanti (stima 2005).
Miandrivazo è sede di un piccolo aeroporto (codice aeroportuale IATA ZVA).